# باول موس (لاعب كرة قدم)
باول موس (بالإنجليزية: Paul Moss)‏ هو لاعب كرة قدم بريطاني، ولد في 2 أغسطس 1957 في برمنغهام في المملكة المتحدة. لعب مع سكونثورب يونايتد ونادي ووستر سيتي وهال سيتي ووولفرهامبتون واندررز.